# Classe de vaixell

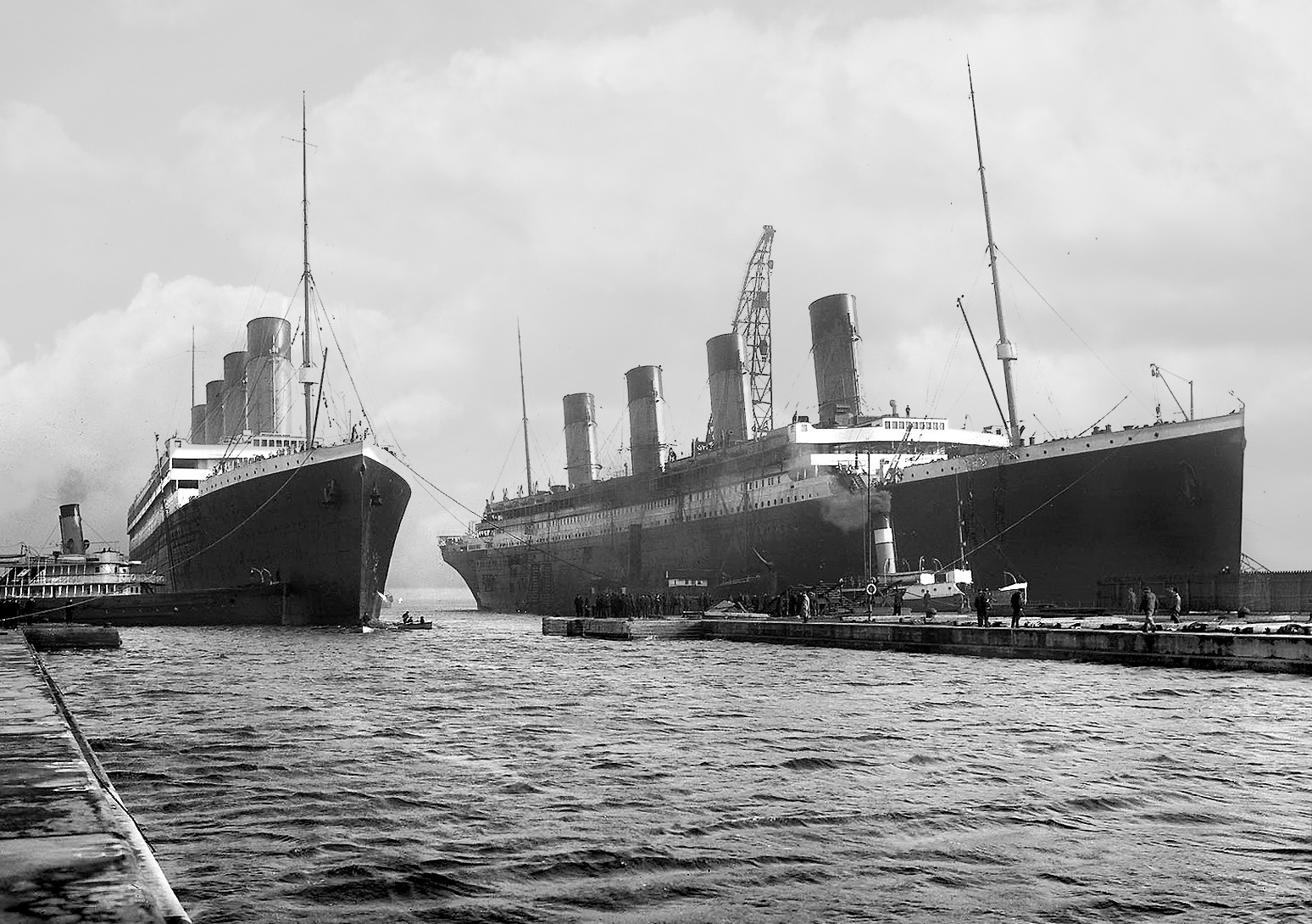
Dos dels tres vaixells classe Olímpica

Una classe de vaixell és un grup de vaixells d'un disseny similar. No s'ha de confondre aquest concepte amb el de «tipus de vaixell», que serveix per definir un grup de vaixells amb similituds en la seva capacitat (arqueig) o en les seves funcions o usos. Per exemple, el HMAS Adelaide (L01) és un vaixell d'assalt amfibi (tipus de vaixell) que forma part de la classe Canberra (classe de vaixell).
En el període de construcció d'una classe de vaixell poden implementar-se canvis de disseny, en tal cas, els vaixells afectats per aquests canvis podrien no ser considerats de la mateixa classe, cada variació passaria a formar la seva pròpia classe o una subclasse de l'original.
Els vaixells que formen part d'una classe sovint tenen els noms relacionats per un factor comú: per ex. tots els vaixells que formen part de la classe Mærsk E comencen amb la lletra «E» (Emma Mærsk, Estelle Mærsk,  Ebba Mærsk...) i els pertanyents a la classe Canberra porten noms de ciutats australianes (HMAS Canberra i HMAS Adelaide).

## Convencions per anomenar lesclasses de vaixell
Usualment, el nom d'una classe de vaixell ve donat pel nom del «vaixell líder de la classe», el primer vaixell encarregat o construït amb el disseny de la classe. Tanmateix, es poden utilitzar altres sistemes.

### Europa en general
A les armades europees les classes són anomenades d'acord amb el nom del primer vaixell que entra en servei, sense tenir en compte quan va ser encarregat o avarat. Aquest sistema, en alguns casos, té com a resultat anomenar de forma diferent algunes classes a Europa i als Estats Units. Per exemple, les fonts europees enregistren els cuirassats de la classe Colorado de l'Armada dels Estats Units com la «classe de Maryland», atès que l'USS Maryland va entrar en servei abans que l'USS Colorado.

### Estats Units
A l'Armada dels Estats Units, a diferència de la majoria d'altres armades, el «vaixell líder de la classe» és el primer vaixell autoritzat pel congrés i dona el nom a la classe. A causa de les convencions de numeració de vaixells, el «vaixell líder» gairebé sempre té el número de casc (hull number) més baix de la seva classe.

## Classes de vaixell de càrrega
Els vaixells de càrrega són gairebé sempre classificats per una societat de classificació. D'aquests vaixells es diu que «són a la classe» quan el seu casc, estructures, maquinària i l'equipament s'adapta als estàndards de l'Organització Marítima Internacional i a la MARPOL. Els vaixells fora de classe poden no ser assegurables i/o no tenir permís per navegar amb altres agències.